# ヴィト・ミエルニキ・ジュニア
ヴィト・ミエルニキ・ジュニア（Vito Mielnicki Jr.、2002年5月10日 - ）は、アメリカのプロボクサー。ニュージャージー州ベルビル出身。

## 来歴
アマチュア時代には4度のジュニア・ナショナル・ゴールデングローブ優勝などの実績がある。
2019年7月13日、故郷近郊のニューアークプルデンシャル・センターで高校在学中に17歳でプロデビュー。
2019年8月5日、有力アドバイザーのアル・ヘイモンとTGBプロモーションズと契約した。
2021年4月17日、ロサンゼルスのシュレイン・エキシビション・ホールでジェームス・マーティンと対戦し、8回0-2(76-76、75-77、73-79)の判定負けを喫した。
2021年12月25日、プルデンシャル・センターで行われたプレミア・ボクシング・チャンピオンズの2021年内最終戦PBC・クリスマス・ファイト・ナイトのメインイベントとしてニコラス・デロムバと対戦し、10回1分49秒デロムバのチームが棄権を申し出たためTKO勝ちを収めた。尚、この試合を放送したFoxの視聴数ではメインのミエルニキ・ジュニアvsデロムバが186万5000人の高視聴数で平均視聴数が272万6000人と2016年1月23日に放送を開始したFoxで最多記録を作った他、ピーク時の視聴数が2016年8月21日にNBCで放送したエロール・スペンス・ジュニアvsレオナルド・ブンドゥの600万人に迫る590万4000人(FoxでのPBCシリーズ最多記録)の高視聴数を叩き出した。
2022年10月15日、ニューヨークのバークレイズ・センターでリムバース・ポンセとWBAが新たに設立したWBAアメリカ大陸スーパーウェルター級王座決定戦を行い、10回3-0(2者が99-91、98-92)の判定勝ちを収め初めてのタイトルを獲得した。
2024年6月6日、プレミア・ボクシング・チャンピオンズを離れ、トップランクと契約したことが発表された。

## 獲得タイトル
- WBAアメリカ大陸スーパーウェルター級王座